# Делавэр (приток Канзаса)
Делавэр (англ. Delaware River) — река на северо-востоке штата Канзас (США), левый приток реки Канзас. Длина реки составляет 151 км.

## География

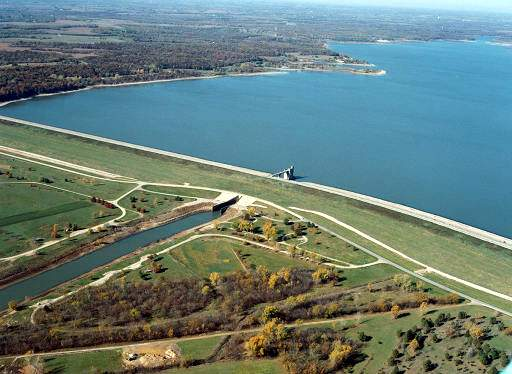
Плотина и водохранилище Перри на реке Делавэр

Исток реки Делавэр находится в округе Немахо (Канзас), примерно в 2,4 км восточнее города Сабета, на высоте около 405 м. После этого река течёт сначала в юго-восточном, а затем в южном направлении, протекая по канзасским округам Немахо, Браун, Джэксон, Атчисон и Джефферсон. В своём верхнем течении река протекает по территории индейской резервации Кикапу.
Река Делавэр впадает в реку Канзас на высоте 252 м, вблизи города Перри. Немного выше по течению от места впадения Делавэра в реку Канзас находятся плотина и водохранилище Перри. Высота водной поверхности водохранилища — 272 м.
Площадь водосборного бассейна реки Делавэр составляет 2893 км². Помимо пяти округов, по которым протекает река, её водосборный бассейн также охватывает часть округа Шони. Основные притоки — Литл-Делавэр (Little Delaware River, впадает на высоте 293 м), Сидар-Крик (Cedar Creek, 276 м), Слау-Крик (Slough Creek, 272 м) и Рок-Крик (Rock Creek, 272 м). Слау-Крик и Рок-Крик впадают в водохранилище Перри, через которое протекает река Делавэр.

## История
Нынешнее название реки связано с тем, что на прилегающих к ней территориях проживали индейцы-делавары. Начиная с XIX века, реку называли Грасхоппер (Grasshopper River или Grasshopper Creek), также использовались названия Сотрелл (Sautrelle River) и Мартинс (Martin’s River). Среди индейских названий реки — Nesh-cosh-cosh-che-ba, Nach-uch-u-te-be и Chuck-kan-no.